# آکانه ساکانوئه
آکانه ساکانوئه (انگلیسی: Akane Sakanoue؛ زادهٔ ۵ دسامبر ۱۹۹۵) بازیگر اهل ژاپن است. وی از سال ۲۰۰۹ میلادی تاکنون مشغول فعالیت بوده‌است.